# Flórián Molnár
Flórián Molnár (ur. 14 marca 2002 w Szombathely) – węgierski skoczek narciarski. Uczestnik mistrzostw świata (2019), mistrzostw świata juniorów (2018, 2019 oraz 2020) i zimowych igrzysk olimpijskich młodzieży (2020). Wielokrotny mistrz i medalista mistrzostw Węgier w skokach narciarskich.

## Przebieg kariery
Zaczął jeździć na nartach w wieku 3 lat. Jako dziewięciolatek złamał kość udową, jednak powrócił do uprawiania sportu.
Kilkukrotnie zajmował wysokie miejsca w rywalizacji dziecięcej i młodzieżowej w swojej kategorii wiekowej, plasując się w czołowej dziesiątce nieoficjalnych letnich mistrzostw świata dzieci (8. w kategorii do lat 12 w 2013 w Garmisch-Partenkirchen i 10. w 2014 w kategorii do lat 13 w Ruhpolding) oraz zawodów FIS Youth Cup (8. w 2016 w Hinterzarten). W FIS Cupie zadebiutował w sierpniu 2015, zajmując w Szczyrku lokaty w ósmej dziesiątce. We wrześniu tego samego roku w Râșnovie po raz pierwszy wystartował także w Pucharze Karpat, zdobywając punkty do klasyfikacji generalnej tego cyklu za zajęcie pozycji w trzeciej dziesiątce. Latem 2016 i 2017 w konkursach Pucharu Karpat kilkukrotnie zajmował miejsca na początku drugiej dziesiątki.
Przed zimową częścią sezonu 2017/2018 podjął współpracę z Vasją Bajcem, który został wówczas trenerem Molnára i Virág Vörös. W lutym 2018 zadebiutował w mistrzostwach świata juniorów – w Kanderstegu był 49. w zmaganiach indywidualnych. We wrześniu 2018 w Râșnovie zajął 5. miejsce w konkursie Pucharu Karpat. W grudniu 2018, w słabo obsadzonych zawodach FIS Cupu w Park City (w obu wystartowało niespełna 30 zawodników), zdobył pierwsze w karierze punkty tego cyklu, zajmując 18. i 10. lokatę. W styczniu 2019 zadebiutował w Pucharze Kontynentalnym, plasując się w Bischofshofen w szóstej dziesiątce. W tym samym miesiącu ponownie wystartował w mistrzostwach świata juniorów – w Lahti był 55. indywidualnie. W lutym 2019 po raz pierwszy wziął udział w mistrzostwach świata seniorów, odpadając w kwalifikacjach do obu konkursów indywidualnych (na skoczni dużej wyprzedził dwóch Kazachów: Nikitę Diewiatkina i Gleba Safonowa, a na obiekcie normalnym trzech Kazachów: Sabirżana Muminowa, Nikitę Diewiatkina i Nurszata Tursunżanowa oraz Chińczyka Li Chao).
W styczniu 2020 wziął udział w zimowych igrzyskach olimpijskich młodzieży, zajmując 19. pozycję w konkursie indywidualnym. W marcu 2020 uplasował się na 52. pozycji w rywalizacji indywidualnej mistrzostw świata juniorów.
Wielokrotnie stawał na podium mistrzostw Węgier – w 2015 zdobył dwa srebrne medale w konkursach na skoczniach średnich (po jednym na mniejszym i większym obiekcie tego typu), w 2016 złoty na skoczni dużej, w 2017 dwa złote na skoczni średniej i normalnej (po jednym na każdej z nich), w styczniu 2019 złote na skoczni normalnej i dużej, a w październiku 2019 złoty na skoczni dużej.
Skoki narciarskie uprawiali również jego starszy brat Kristóf oraz ich ojciec László, który później został trenerem tej dyscypliny sportu, prowadząc węgierską reprezentację.

## Mistrzostwa świata

### Indywidualnie
| 2019 Seefeld/Innsbruck | – | nie zakwalifikował się (K-120), nie zakwalifikował się (K-99) |

### Starty F. Molnára na mistrzostwach świata – szczegółowo
| Miejsce | Dzień     | Rok  | Miejscowość | Skocznia                   | Punkt K | HS     | Konkurs  | Skok 1 | Skok 2 | Nota     | Strata                  | Zwycięzca               |
| ------- | --------- | ---- | ----------- | -------------------------- | ------- | ------ | -------- | ------ | ------ | -------- | ----------------------- | ----------------------- |
| NQ      | 23 lutego | 2019 | Innsbruck   | Bergisel                   | K-120   | HS-130 | indywid. | 99,5 m | 99,5 m | 67,6 pkt | Nie zakwalifikował się. | Nie zakwalifikował się. |
| NQ      | 1 marca   | 2019 | Seefeld     | Toni-Seelos-Olympiaschanze | K-99    | HS-109 | indywid. | 75,5 m | 75,5 m | 54,7 pkt | Nie zakwalifikował się. | Nie zakwalifikował się. |

## Mistrzostwa świata juniorów

### Indywidualnie
| 2018 Kandersteg     | – | 49. miejsce |
| 2019 Lahti          | – | 55. miejsce |
| 2020 Oberwiesenthal | – | 52. miejsce |

### Starty F. Molnára na mistrzostwach świata juniorów – szczegółowo
| Miejsce | Dzień       | Rok  | Miejscowość    | Skocznia            | Punkt K | HS     | Konkurs  | Skok 1 | Skok 2 | Nota     | Strata    | Zwycięzca            |
| ------- | ----------- | ---- | -------------- | ------------------- | ------- | ------ | -------- | ------ | ------ | -------- | --------- | -------------------- |
| 49.     | 1 lutego    | 2018 | Kandersteg     | Lötschberg-Schanze  | K-95    | HS-106 | indywid. | 75,0 m | —      | 76,5 pkt | 214,9 pkt | Marius Lindvik       |
| 55.     | 24 stycznia | 2019 | Lahti          | Salpausselkä        | K-90    | HS-100 | indywid. | 76,0 m | —      | 79,9 pkt | 172,2 pkt | Thomas Aasen Markeng |
| 52.     | 5 marca     | 2020 | Oberwiesenthal | Fichtelbergschanzen | K-95    | HS-105 | indywid. | 84,5 m | —      | 64,9 pkt | 173,4 pkt | Peter Resinger       |

## Igrzyska olimpijskie młodzieży

### Indywidualnie
| 2020 Lozanna/ Prémanon | – | 19. miejsce |

### Starty F. Molnára na igrzyskach olimpijskich młodzieży – szczegółowo
| Miejsce | Dzień       | Rok  | Miejscowość | Skocznia   | Punkt K | HS    | Konkurs  | Skok 1 | Skok 2 | Nota      | Strata   | Zwycięzca       |
| ------- | ----------- | ---- | ----------- | ---------- | ------- | ----- | -------- | ------ | ------ | --------- | -------- | --------------- |
| 19.     | 19 stycznia | 2020 | Prémanon    | Les Tuffes | K-81    | HS-90 | indywid. | 84,0 m | 77,5 m | 199,2 pkt | 58,5 pkt | Marco Wörgötter |

## Puchar Kontynentalny

### Miejsca w poszczególnych konkursachPucharu Kontynentalnego
| Źródło                                                                        | Źródło            | Źródło     | Źródło     | Źródło              | Źródło              | Źródło            | Źródło            | Źródło              | Źródło              | Źródło        | Źródło        | Źródło           | Źródło           | Źródło              | Źródło              | Źródło              | Źródło              | Źródło           | Źródło           | Źródło           | Źródło           | Źródło     | Źródło     | Źródło         | Źródło         | Źródło            | Źródło            | Źródło | Źródło | Źródło | Źródło | Źródło | Źródło | Źródło | Źródło | Źródło | Źródło | Źródło | Źródło | Źródło | Źródło | Źródło | Źródło | Źródło | Źródło | Źródło | Źródło | Źródło | Źródło | Źródło | Źródło | Źródło | Źródło | Źródło | Źródło | Źródło | Źródło | Źródło | Źródło |        |
| ----------------------------------------------------------------------------- | ----------------- | ---------- | ---------- | ------------------- | ------------------- | ----------------- | ----------------- | ------------------- | ------------------- | ------------- | ------------- | ---------------- | ---------------- | ------------------- | ------------------- | ------------------- | ------------------- | ---------------- | ---------------- | ---------------- | ---------------- | ---------- | ---------- | -------------- | -------------- | ----------------- | ----------------- | ------ | ------ | ------ | ------ | ------ | ------ | ------ | ------ | ------ | ------ | ------ | ------ | ------ | ------ | ------ | ------ | ------ | ------ | ------ | ------ | ------ | ------ | ------ | ------ | ------ | ------ | ------ | ------ | ------ | ------ | ------ | ------ | ------ |
| Sezon 2018/2019                                                               |                   |            |            |                     |                     |                   |                   |                     |                     |               |               |                  |                  |                     |                     |                     |                     |                  |                  |                  |                  |            |            |                |                |                   |                   |        |        |        |        |        |        |        |        |        |        |        |        |        |        |        |        |        |        |        |        |        |        |        |        |        |        |        |        |        |        |        |        |        |
| Lillehammer HS140                                                             | Lillehammer HS140 | Ruka HS142 | Ruka HS142 | Engelberg HS140     | Engelberg HS140     | Klingenthal HS140 | Klingenthal HS140 | Bischofshofen HS142 | Bischofshofen HS142 | Sapporo HS137 | Sapporo HS137 | Sapporo HS137    | Planica HS139    | Planica HS139       | Iron Mountain HS133 | Iron Mountain HS133 | Iron Mountain HS133 | Oberstdorf HS137 | Oberstdorf HS137 | Brotterode HS117 | Brotterode HS117 | Rena HS139 | Rena HS139 | Zakopane HS140 | Zakopane HS140 | Czajkowskij HS102 | Czajkowskij HS140 | punkty |        |        |        |        |        |        |        |        |        |        |        |        |        |        |        |        |        |        |        |        |        |        |        |        |        |        |        |        |        |        |        |        |
| -                                                                             | -                 | -          | -          | -                   | -                   | -                 | -                 | 56                  | 53                  | -             | -             | -                | -                | -                   | 46                  | 44                  | 43                  | 52               | 52               | -                | -                | -          | -          | 51             | 46             | -                 | -                 | 0      |        |        |        |        |        |        |        |        |        |        |        |        |        |        |        |        |        |        |        |        |        |        |        |        |        |        |        |        |        |        |        |        |
| Sezon 2019/2020                                                               |                   |            |            |                     |                     |                   |                   |                     |                     |               |               |                  |                  |                     |                     |                     |                     |                  |                  |                  |                  |            |            |                |                |                   |                   |        |        |        |        |        |        |        |        |        |        |        |        |        |        |        |        |        |        |        |        |        |        |        |        |        |        |        |        |        |        |        |        |        |
| Vikersund HS117                                                               | Vikersund HS117   | Ruka HS142 | Ruka HS142 | Bischofshofen HS142 | Bischofshofen HS142 | Klingenthal HS140 | Klingenthal HS140 | Sapporo HS137       | Sapporo HS137       | Planica HS138 | Planica HS138 | Brotterode HS117 | Brotterode HS117 | Iron Mountain HS133 | Iron Mountain HS133 | Predazzo HS104      | Predazzo HS104      | Rena HS139       | Lahti HS130      | Lahti HS130      | punkty           | punkty     | punkty     | punkty         | punkty         | punkty            | punkty            | punkty | punkty | punkty | punkty | punkty | punkty | punkty | punkty | punkty | punkty | punkty | punkty | punkty | punkty | punkty | punkty | punkty | punkty | punkty | punkty | punkty | punkty | punkty | punkty | punkty | punkty | punkty | punkty | punkty | punkty | punkty | punkty | punkty |
| -                                                                             | -                 | -          | -          | -                   | -                   | -                 | -                 | -                   | -                   | 59            | 61            | 52               | 55               | -                   | -                   | 55                  | 57                  | -                | -                | -                | 0                | 0          | 0          | 0              | 0              | 0                 | 0                 | 0      | 0      | 0      | 0      | 0      | 0      | 0      | 0      | 0      | 0      | 0      | 0      | 0      | 0      | 0      | 0      | 0      | 0      | 0      | 0      | 0      | 0      | 0      | 0      | 0      | 0      | 0      | 0      | 0      | 0      | 0      | 0      | 0      |
| Legenda                                                                       |                   |            |            |                     |                     |                   |                   |                     |                     |               |               |                  |                  |                     |                     |                     |                     |                  |                  |                  |                  |            |            |                |                |                   |                   |        |        |        |        |        |        |        |        |        |        |        |        |        |        |        |        |        |        |        |        |        |        |        |        |        |        |        |        |        |        |        |        |        |
| 1 2 3 4-10 11-30 poniżej 30 dq – dyskwalifikacja - – zawodnik nie wystartował |                   |            |            |                     |                     |                   |                   |                     |                     |               |               |                  |                  |                     |                     |                     |                     |                  |                  |                  |                  |            |            |                |                |                   |                   |        |        |        |        |        |        |        |        |        |        |        |        |        |        |        |        |        |        |        |        |        |        |        |        |        |        |        |        |        |        |        |        |        |

## Letni Puchar Kontynentalny

### Miejsca w poszczególnych konkursachLetniego Pucharu Kontynentalnego
| Źródło                                                                        | Źródło      | Źródło            | Źródło            | Źródło      | Źródło      | Źródło                       | Źródło                       | Źródło      | Źródło      | Źródło            | Źródło            | Źródło      | Źródło      | Źródło            | Źródło            | Źródło | Źródło | Źródło | Źródło | Źródło | Źródło | Źródło | Źródło | Źródło | Źródło | Źródło |
| ----------------------------------------------------------------------------- | ----------- | ----------------- | ----------------- | ----------- | ----------- | ---------------------------- | ---------------------------- | ----------- | ----------- | ----------------- | ----------------- | ----------- | ----------- | ----------------- | ----------------- | ------ | ------ | ------ | ------ | ------ | ------ | ------ | ------ | ------ | ------ | ------ |
| 2019                                                                          |             |                   |                   |             |             |                              |                              |             |             |                   |                   |             |             |                   |                   |        |        |        |        |        |        |        |        |        |        |        |
| Kranj HS109                                                                   | Kranj HS109 | Szczuczyńsk HS140 | Szczuczyńsk HS140 | Wisła HS134 | Wisła HS134 | Frenštát pod Radhoštěm HS106 | Frenštát pod Radhoštěm HS106 | Râșnov HS97 | Râșnov HS97 | Lillehammer HS140 | Lillehammer HS140 | Stams HS115 | Stams HS115 | Klingenthal HS140 | Klingenthal HS140 | punkty |        |        |        |        |        |        |        |        |        |        |
| 48                                                                            | dq          | -                 | -                 | 58          | 53          | 48                           | 46                           | 44          | 52          | -                 | -                 | 53          | 52          | -                 | -                 | 0      |        |        |        |        |        |        |        |        |        |        |
| Legenda                                                                       |             |                   |                   |             |             |                              |                              |             |             |                   |                   |             |             |                   |                   |        |        |        |        |        |        |        |        |        |        |        |
| 1 2 3 4-10 11-30 poniżej 30 dq – dyskwalifikacja - − zawodnik nie wystartował |             |                   |                   |             |             |                              |                              |             |             |                   |                   |             |             |                   |                   |        |        |        |        |        |        |        |        |        |        |        |

## FIS Cup

### Miejsca w klasyfikacji generalnej
| Sezon     | Miejsce |
| --------- | ------- |
| 2018/2019 | 82.     |
| 2019/2020 | 155.    |

### Miejsca w poszczególnych konkursachFIS Cupu
| Źródło                                                                        | Źródło        | Źródło           | Źródło           | Źródło           | Źródło           | Źródło           | Źródło           | Źródło          | Źródło          | Źródło         | Źródło         | Źródło         | Źródło         | Źródło               | Źródło               | Źródło         | Źródło         | Źródło          | Źródło          | Źródło        | Źródło        | Źródło          | Źródło          | Źródło | Źródło | Źródło | Źródło | Źródło | Źródło | Źródło | Źródło | Źródło | Źródło | Źródło | Źródło | Źródło | Źródło | Źródło | Źródło |        |
| ----------------------------------------------------------------------------- | ------------- | ---------------- | ---------------- | ---------------- | ---------------- | ---------------- | ---------------- | --------------- | --------------- | -------------- | -------------- | -------------- | -------------- | -------------------- | -------------------- | -------------- | -------------- | --------------- | --------------- | ------------- | ------------- | --------------- | --------------- | ------ | ------ | ------ | ------ | ------ | ------ | ------ | ------ | ------ | ------ | ------ | ------ | ------ | ------ | ------ | ------ | ------ |
| Sezon 2015/2016                                                               |               |                  |                  |                  |                  |                  |                  |                 |                 |                |                |                |                |                      |                      |                |                |                 |                 |               |               |                 |                 |        |        |        |        |        |        |        |        |        |        |        |        |        |        |        |        |        |
| Villach HS98                                                                  | Villach HS98  | Kuopio HS127     | Kuopio HS127     | Szczyrk HS106    | Szczyrk HS106    | Einsiedeln HS117 | Einsiedeln HS117 | Râșnov HS100    | Râșnov HS100    | Notodden HS98  | Notodden HS98  | Zakopane HS134 | Zakopane HS134 | Pjongczang HS109     | Pjongczang HS109     | Whistler HS106 | Whistler HS106 | Eau Claire HS95 | Eau Claire HS95 | Planica HS104 | Planica HS104 | Harrachov HS100 | Harrachov HS100 | punkty |        |        |        |        |        |        |        |        |        |        |        |        |        |        |        |        |
| -                                                                             | -             | -                | -                | 76               | 79               | 70               | 70               | 61              | 60              | -              | -              | -              | -              | -                    | -                    | -              | -              | -               | -               | -             | -             | -               | -               | 0      |        |        |        |        |        |        |        |        |        |        |        |        |        |        |        |        |
| Sezon 2017/2018                                                               |               |                  |                  |                  |                  |                  |                  |                 |                 |                |                |                |                |                      |                      |                |                |                 |                 |               |               |                 |                 |        |        |        |        |        |        |        |        |        |        |        |        |        |        |        |        |        |
| Villach HS98                                                                  | Villach HS98  | Kuopio HS127     | Kuopio HS127     | Kandersteg HS106 | Kandersteg HS106 | Râșnov HS100     | Râșnov HS100     | Whistler HS104  | Whistler HS104  | Notodden HS100 | Notodden HS100 | Zakopane HS140 | Zakopane HS140 | Planica HS102        | Planica HS102        | Rastbüchl HS78 | Rastbüchl HS78 | Villach HS98    | Villach HS98    | Falun HS100   | punkty        | punkty          | punkty          | punkty | punkty | punkty | punkty | punkty | punkty | punkty | punkty | punkty | punkty | punkty | punkty | punkty | punkty | punkty | punkty |        |
| -                                                                             | -             | -                | -                | -                | -                | -                | -                | -               | -               | 53             | 53             | -              | -              | 57                   | 71                   | -              | -              | 58              | 58              | 46            | 0             | 0               | 0               | 0      | 0      | 0      | 0      | 0      | 0      | 0      | 0      | 0      | 0      | 0      | 0      | 0      | 0      | 0      | 0      |        |
| Sezon 2018/2019                                                               |               |                  |                  |                  |                  |                  |                  |                 |                 |                |                |                |                |                      |                      |                |                |                 |                 |               |               |                 |                 |        |        |        |        |        |        |        |        |        |        |        |        |        |        |        |        |        |
| Villach HS98                                                                  | Villach HS98  | Szczyrk HS106    | Szczyrk HS106    | Râșnov HS97      | Râșnov HS97      | Notodden HS100   | Notodden HS100   | Park City HS100 | Park City HS100 | Zakopane HS140 | Zakopane HS140 | Planica HS102  | Planica HS102  | Rastbüchl HS78       | Rastbüchl HS78       | Villach HS98   | Villach HS98   | punkty          | punkty          | punkty        | punkty        | punkty          | punkty          | punkty | punkty | punkty | punkty | punkty | punkty | punkty | punkty | punkty | punkty | punkty | punkty | punkty |        |        |        |        |
| -                                                                             | -             | -                | -                | 41               | 47               | -                | -                | 18              | 10              | -              | -              | 51             | 50             | -                    | -                    | -              | -              | 39              | 39              | 39            | 39            | 39              | 39              | 39     | 39     | 39     | 39     | 39     | 39     | 39     | 39     | 39     | 39     | 39     | 39     | 39     |        |        |        |        |
| Sezon 2019/2020                                                               |               |                  |                  |                  |                  |                  |                  |                 |                 |                |                |                |                |                      |                      |                |                |                 |                 |               |               |                 |                 |        |        |        |        |        |        |        |        |        |        |        |        |        |        |        |        |        |
| Szczyrk HS104                                                                 | Szczyrk HS104 | Szczuczyńsk HS99 | Szczuczyńsk HS99 | Ljubno HS94      | Ljubno HS94      | Pjongczang HS109 | Pjongczang HS109 | Râșnov HS97     | Râșnov HS97     | Villach HS98   | Villach HS98   | Notodden HS98  | Notodden HS98  | Oberwiesenthal HS105 | Oberwiesenthal HS105 | Zakopane HS140 | Zakopane HS140 | Rastbüchl HS78  | Rastbüchl HS78  | Villach HS98  | Villach HS98  | punkty          | punkty          | punkty | punkty | punkty | punkty | punkty | punkty | punkty | punkty | punkty | punkty | punkty | punkty | punkty | punkty | punkty | punkty | punkty |
| -                                                                             | -             | -                | -                | 47               | 41               | -                | -                | 24              | 32              | 69             | 62             | -              | -              | 76                   | 61                   | -              | -              | -               | -               | 75            | 73            | 7               | 7               | 7      | 7      | 7      | 7      | 7      | 7      | 7      | 7      | 7      | 7      | 7      | 7      | 7      | 7      | 7      | 7      | 7      |
| Legenda                                                                       |               |                  |                  |                  |                  |                  |                  |                 |                 |                |                |                |                |                      |                      |                |                |                 |                 |               |               |                 |                 |        |        |        |        |        |        |        |        |        |        |        |        |        |        |        |        |        |
| 1 2 3 4-10 11-30 poniżej 30 dq – dyskwalifikacja - − zawodnik nie wystartował |               |                  |                  |                  |                  |                  |                  |                 |                 |                |                |                |                |                      |                      |                |                |                 |                 |               |               |                 |                 |        |        |        |        |        |        |        |        |        |        |        |        |        |        |        |        |        |